# Розен, Рейнольд-Шарль де
Рейнольд-Шарль де Розен (фр. Reinhold-Charles de Rosen; 10 января 1666 — 13 июня 1744, Больвиллер (Эльзас), маркиз де Больвиллер — французский генерал, участник войн Людовика XIV.

## Биография
Происходил из французской линии остзейского рода фон Розен. Сын маршала Франции Конрада де Розена, графа де Больвиллера, и Марии Софии де Розен.
1 января 1681 поступил на службу в Дом короля пажом на главную конюшню. 23 декабря 1682 получил роту в кавалерийском полку Роттенбурга. В 1683 году служил при осаде Куртре, взятии Диксмёйде, бомбардировке Ауденарде. В 1684 году был во Фландрской армии, прикрывавшей осаду Люксембурга.
В 1690 году участвовал в битве при Флёрюсе, в 1691 году в осаде Монса и битве при Лёзе, в 1692 году в осаде и взятии Намюра, битве при Стенкерке и бомбардировке Шарлеруа.
12 апреля 1693 назначен подполковником. Командовал своим полком при осаде Юи, в битве при Неервиндене, при осаде Шарлеруа. 28 апреля 1694 получил чин кампмейстера кавалерии. В 1694—1695 годах служил во Фландрской армии.
17 февраля 1696, после производства графа де Роттенберга в лагерные маршалы, возглавил его полк. Командовал им в кампаниях 1696—1697 годов во Фландрии, участвовал в осаде Ата.
В 1698 году был в Кудёнском лагере, близ Компьена.
В 1701—1703 снова служил во Фландрской армии, в 1702 внес вклад в победу над голландцами перед Нимвегеном, в 1703 — в победу под Эккереном.
10 февраля 1704 произведен в бригадиры. Действовал в Мозельской армии графа де Куаньи. В 1705 году был во Фландрской армии маршала Вильруа. В 1706 году сражался при Рамийи, в 1707 году продолжал службу во Фландрской армии, в 1708 году участвовал в битве при Ауденарде.
20 марта 1709 произведен в лагерные маршалы. Отставлен от командования полком. В составе Фландрской армии сражался в битве при Мальплаке.
В 1710—1713 годах служил в Рейнской армии. В 1713 году был при осадах Ландау и Фрайбурга.
10 августа 1715 пожалован в командоры ордена Святого Людовика, 1 октября 1718 произведен в генерал-лейтенанты, после чего вышел в отставку. В качестве командора получал пенсион в 3000 ливров, который до этого выплачивали маршалу Вобану.
В период пребывания царя Петра I в Париже 19 июня 1717 графу была выдана грамота, подтверждавшая, на основании шведской аттестации 1698 года, принадлежность потомства генерала Райнхольда фон Розена и маршала Конрада де Розена к рыцарскому сословию Лифляндии. Документ был скреплен царской печатью и заверен подписью вице-канцлера барона Шафирова.
Король Людовик XV, в знак своего расположения к Розену, возвел в 1739 году баронию Больвиллер в ранг маркизата. Рейнольд-Шарль де Розен умер в своем замке Больвиллер и был погребен в семейном склепе в церкви Фельдкирха.

## Семья
Жена (13.07.1698): Мари-Беатрис-Октавия де Грамон (во Франш-Конте, ум. 7.10.1756), дочь генерала графа Жана-Габриеля де Грамона и Элен-Эме де Монтагю-Бураван
Дети:
- Конрад де Розен (1699—16.12.1714, Париж)
- Анн-Арман де Розен (26.07.1711—28.11.1749), маркиз де Больвиллер. Жена (24.07.1731): графиня Жанна Октавия де Водре де Сен-Реми (1715—1778), дочь графа Никола-Жозефа де Водре и Иоганны Катарины фон Роттенбург
- Элеонор-Феликс де Розен (2.09.1713—3.06.1741, Страсбург). Принят в Мальтийский орден 15.09.1715. В 1730 стал капитаном в полку своего брата, затем кампмейстером. Был холост
- N де Розен, ум. малолетней